# Johann Friedrich von Burgsdorff
Johann Friedrich von Burgsdorff (* um 1724 in Schlesien; † um 1765) war ein preußischer Landrat.

## Leben
Johann Friedrich war der Sohn von Christoph Heinrich von Burgsdorff (1693–1776), Erbherr auf Ober-Strehlitz und dessen Ehefrau Helena Hedwig (1696–1753), geb. von Paczensky und Tenczin. Über seine schulische Ausbildung ist nichts bekannt, 1741 trat er in das Infanterie-Regiment von Hautcharmoy in Brieg ein. 1745 zum Fähnrich befördert, wurde er um das Jahr 1747 mit dem Prädikat Leutnant aus dem Dienst verabschiedet. Nach seiner Demission lebte er zunächst in Strehlitz und bewirtschaftete ab 1756 die Güter seines Vaters in Blankenau und Zweibrodt. Noch 1756 wurde er zum Landrat des Landkreises Breslau bestellt, was er bis mindestens April 1764 blieb.

## Familie
Johann Friedrich von Burgsdorff war seit Juni 1749 mit Susanne Elisabeth (1730–1802), geb. von Briesen verheiratet.